# Et pourtant
Clip vidéo
[vidéo] « Charles Aznavour - Et pourtant », sur YouTube
Et pourtant est une chanson d'amour, de l'auteur-compositeur-interprète Charles Aznavour, composée par Georges Garvarentz. Ce single extrait de son 11e album La mamma (en) de 1963, est un des grands succès de son important répertoire, album no 1 des ventes en France, vendu à plus d'un million d'exemplaires. 

## Histoire
Après avoir commencé sa carrière d'auteur-compositeur-interprète dans les années 1950, Charles Aznavour devient rapidement, à partir des années 1960, une star internationale « au sommet » durant toute sa vie de la chanson française,, en enchaînant  de nombreux tubes, avec plus de 2000 titres de son répertoire, souvent inspirés du thème de l’amour et de sa vie, avec entre autres Heureux avec des riens (1955), Je m'voyais déjà (1961), Il faut savoir (1961), Les Comédiens (1962), La Mamma (1963), Je t'attends (1963), Et pourtant (1963), For me formidable (1963), Hier encore (1964), La Bohème (1965), Emmenez-moi (1967), Désormais (1969), Mes emmerdes (1976)..., et autres tubes Retiens la nuit (1961) de Johnny Hallyday, La plus belle pour aller danser (1963) de Sylvie Vartan, ou Celui que j'aime (1966) de Mireille Mathieu...

## Reprises
Charles Aznavour a chanté Et pourtant dans différentes langues. En anglais, son titre s'appelle Yet I know (repris par Steve Lawrence) et en espagnol Y por tanto. 
Ce tube est repris par de nombreux interprètes, dont Rika Zaraï, Serge Lama, ou Dany Brillant (album Dany Brillant chante Aznavour - La Bohème, de 2020)... Sinn Sisamouth a aussi traduit Et pourtant en khmer sous le titre Tuos yang na (ទេាះយ៉ាងណា Et pourtant).
Au Québec, la chanson a été reprise par Sylvain Cossette en 2005.